# República de Rhodèsia
Rhodèsia va ser un estat no reconegut a l'Àfrica meridional de 1965 a 1979. Els primers cinc anys fou un estat amb la reina Elisabet II com a cap, i el 1970 es va proclamar la república, oficialment República de Rhodèsia, que va durar fins a 1979. Durant aquests catorze anys, Rhodèsia va ser de facto l'estat successor de la colònia britànica de Rhodèsia del Sud, i el 1980 es va convertir en l'actual Zimbàbue.

## Preparatius de la DUI

Bandera colonial utilitzada fins al 1968 per la Rhodèsia proclamada independent de manera unilateral 1965-1970

Bandera de 1968-1970 utilitzada després també per la República independent unilateralment 1970-1979

El 1964, després de la dissolució de la Federació de Rhodèsia i Nyasalàndia, el Regne Unit va transferir a Rhodèsia del Sud totes les forces militars de terra i aire de l'antiga Federació, preu a pagar per l'acord a una dissolució pacífica. El Regne Unit, però, no està disposat a concedir la independència a Rhodèsia del Sud i Duncan Sandys, secretari britànic de Relacions de la Commonwealth, adverteix al primer ministre britànic Harold Winston el febrer de 1964 de les conseqüències d'aquesta decisió. Les aparents vacil·lacions en les seves converses amb el Govern del Regne Unit provoca tensions al si del Front Rhodesià (FR). El 2 d'abril, el comitè directiu del Rhodesian Front (RF) adopta una moció de censura gairebé unànime contra el primer ministre rhodesià Winston Fiel el que el va obligar a dimitir com a primer ministre onze dies més tard (13 d'abril de 1964). Ian Smith es compromet a substituir-lo, a petició de cabinet i es va convertir en el primer cap de govern que havia nascut a Rhodèsia. "Per primera vegada en la seva història, el país tenia un primer ministre nascut a Rhodèsia, algú del que les arrels no estaven a la Gran Bretanya, sinó al sud d'Àfrica; en altres paraules, un blanc africà". Smith va ser elegit, ja que mostrava valors i conviccions inflexibles: que tot es culpa dels britànics per haver abandonat els seus ideals; i va acusar la Commonwealth d'haver oblidat els seus principis fundadors enmig dels vents de canvi. Per a ell, Rhodèsia del Sud va ser deixada de costat, ja que seguia respectant aquests valors.
Quant als nacionalistes africans, Joshua Nkomo, cap del ZAPU, descriu la nova administració de Rhodèsia com l'"esquadró suïcida ... no interessats pel benestar de tot el poble, sinó només per la seva pròpia" i va predir que el RF "amb el temps s'autodestruirà". Afirmant que "un lloc sostenible per a l'home blanc a Rhodèsia del Sud beneficiaria a tots els habitants del país", el nou primer ministre va dir que el seu govern es basarà "en el mèrit i no en el color o nacionalisme" i que no hi hauria "cap govern nacionalista africà aquí en la [seva] vida".
En assumir el càrrec el 14 d'abril de 1964, Ian Smith publicà el programa de la seva administració amb anuncis de pàgina completa en els diaris de Rhodèsia "No discriminació positiva. Sense reducció de les normes. No abdicació del govern responsable. Sense derogació de la Llei de Terres prorrateig. No apaivagament per satisfer el bloc asiàtic africà". Quan va saber que el juny de 1964 Salisbury no estaria representada a la Conferència de primers ministres de la Commonwealth per primera vegada des de 1932, se sentí profundament insultat i acusà el Regne Unit de la traïció, de doble moral i de debilitat (juliol). En el pla intern, va castigar amb duresa el nacionalisme negre, la violència del qual havia augmentat des de l'establiment de la Unió Nacional Africana de Zimbàbue (ZANU). ZANU i ZAPU (Unió Popular Nacional Africana) també es divideixen en base de criteris polítics sinó també tribals: ZANU comprèn essencialment Ndebeles (matabeles), amb una ideologia marxista-leninista i recolzat per la Unió Soviètica i els seus aliats del Pacte de Varsòvia mentre ZAPU té principalment afiliats xona i es va alinear amb el maoisme i el bloc liderat per la Xina comunista. Els partidaris dels dos grups lluitaven constantment, sovint adreçant-se als negres no-alineats al que esperaven reclutar i, de vegades atacaven la policia o interessos blancs. Mentre que la ZANU i ZAPU organitzen vagues i manifestacions que incloueren una crida a boicotejar les escoles per a estudiants negres, el ministre de Justícia Clifford Dupont va fer arrestar Nkomo i altres dirigents d'ambdós partits abans d'internar-los a Gonakudzingwa en la remota regió del sud-est. L'assassinat polític d'un granger blanc, Petrus Oberholzer, per membres de la ZANU el 4 de juliol de 1964 marca l'inici d'una escalada de violència que va culminar en la prohibició de ZAPU i ZANU el 26 d'agost. La majoria dels seus dirigents foren empresonats, les dues organitzacions i els seus respectius grups paramilitars, l'Exèrcit d'Alliberament Nacional Africana de Zimbàbue (ZANLA) i l'Exèrcit Popular Revolucionari de Zimbàbue (ZIPRA), llavors comencen a operar des de l'estranger.
L'1 de juliol de 1964, Nyasalàndia va passar a anomenar-se Malawi i va obtenir la independència. Va ser seguit a l'octubre de Rhodèsia del Nord sota el nou nom de Zàmbia, i les autoritats de Rhodèsia del Sud van començar a designar al país simplement com Rhodèsia, el que fou negat pel govern britànic. Després d'aquesta independència diversos milers d'europeus van emigrar d'aquests dos nous països per refugiar-se a Rhodèsia del Sud i Sud-àfrica. Welensky Roy, l'excampió de la causa federal, va emigrar de Zàmbia cap a Rhodèsia del Sud, on tracta d'estructurar un partit lleial al Regne Unit i s'oposa a qualsevol intent de declaració unilateral d'independència. Però aquesta nova afluència dels blancs de l'excolònia única als fidels de Rhodèsia, ja traumatitzats pel destí del Pieds Noirs d'Algèria a la que es comparen.
El setembre del 1964, les negociacions es duen a terme entre Smith i Sir Alec Douglas-Home. Per avançar en la situació, Smith va acceptar finalment l'exigència britànica que els termes d'una independència de Rhodèsia han de ser acceptats per l'opinió majoritària que sigui efectiva. Les discussions, però, van anar immediatament en la forma d'explicar el vot negre. La victòria dels laboristes l'octubre de 1964 complica la situació de Smith que canvia de socis i passa d'un més conciliador Alec Douglas-Home per al nou primer ministre Harold Wilson, molt menys favorable a les idees del Front Rhodesià i inevitablement accelera la dissensió i les tensions entre Salisbury i Londres. El 27 d'octubre, Wilson tot just elegit adverteix Rhodèsia del Sud contra qualsevol indici de declaració unilateral d'independència. Tenint en compte que Smith està a punt de proclamar unilateralment la independència de Rhodèsia (DUI en anglès UDI), Wilson va advertir que això podria tenir greus conseqüències econòmiques i polítiques. Però Smith ignora les amenaces i convoca als 622 principals líders tribals per una Indaba (reunió). Després de cinc dies de debat, li donen la seva aprovació com a representants de la població negra per a exigir la independència del Regne Unit. El 5 de novembre de 1964, va organitzar el seu propi referèndum sobre la independència. L'electorat en gran part blanc li dona un clar suport (58,091 vots o el 89% dels votants) a favor de la independència (6096 contra aquesta perspectiva). Per a Smith, l'aprovació de l'opinió de la majoria quedava demostrada, però els nacionalistes negres i el govern britànic va declarar el contrari, dient que la Indaba no era prou representativa de la comunitat negra.
Les relacions entre Rhodèsia i els governs britànics eren, per tant, tenses, amb cada costat acusant l'altre de ser irraonable i intransigent. La primera reunió entre Smith i Wilson a Londres el gener de 1965, al funeral de Winston Churchill, no troba una sortida a la crisi. El 7 de març de 1965, després d'una campanya centrada en el tema de la independència, les eleccions generals convocades pel RF es traduiran en una clara victòria del Front que porta els seus oponents a guanyar els 50 llocs per cobrir diputats blancs (llista "A", mentre que el Partit del poble unit, presidit per Josies Gondo, va guanyar 10 dels 15 escons a la llista "B", les cinc places restants van als independents. Gondo es va convertir en el primer cap de l'oposició negre de Rhodèsia.
L'administració britànica continua la seva obstrucció a mitjan 1965, amb l'esperança de trencar la determinació de Smith, que irrita fins i tot el govern rhodesià. El juliol i agost de 1965, reunions bilaterals van tenir lloc entre els representants britànics i de Rhodèsia a Londres i Salisbury, però les negociacions es trenquen cada vegada que es toca el tema del sufragi universal. El govern britànic està exigint l'establiment d'un sistema més igualitari (resumits pel principi de "no la independència abans de govern de la majoria"). El setembre del 1965, Portugal va acceptar la instal·lació d'una missió diplomàtica rhodesiana a Lisboa malgrat les protestes britàniques.

## Proclamació de la DUI/UDI
Mentre els rumors anuncien una proclamació imminent de la independència, Smith va ser a Londres el 4 d'octubre, 1965 amb la intenció de resoldre la disputa, però havia tornat a Rhodèsia vuit dies més tard, sense haver arribat a cap acord. Prova de les tensions i temors britànics d'una imminent declaració d'independència de Rhodèsia, Harold Wilson va ser al seu torn a Salisbury el 25 per reprendre les discussions, per complir amb els nacionalistes de Rhodèsia i de Sud-àfrica, mentre que l'ONU sembla que vulgui intervenir en les negociacions. Smith va oferir a Wilson de concedir immediatament el dret a votar en mig milió rhodesians negres sobre la base d'"un contribuent, un vot" a canvi de concedir-legalment la independència, però Wilson es va negar amb l'argument que molts negres quedarien exclosos de la votació. Wilson proposa per la seva banda l'establiment d'una Comissió Reial per posar a prova l'opinió pública sobre la independència de Rhodèsia atorgada sota l'ègida de la Constitució de 1961, però, després del seu retorn a Londres el 30 d'octubre de 1965, el Regne Unit no es considerava obligat a respectar les seves conclusions. Després d'aquesta última afirmació, Ian Smith, finalment va rebutjar la proposta britànica, ja que no era vinculant per al govern britànic i el procés va ser inútil. El 5 de novembre de 1965, Ian Smith declarava l'estat d'emergència a la llavors colònia, després d'esperar altres propostes de Wilson, va decidir amb el seu gabinet unilateralment trencar els llaços amb el Regne Unit.
L'11 de novembre de 1965, Ian Smith va signar la declaració unilateral d'independència a les 11 hores en nom de "la preservació de la justícia, la civilització i el cristianisme." Fins llavors, una sola colònia britànica s'havia atrevit a declarar unilateralment la seva independència: els Estats Units d'Amèrica el 1776.

## Rhodèsia independent amb la reina com a cap d'estat
El 1965, Rhodèsia del Sud té 4,2 milions d'habitants, 217.000 blancs i 20.000 mestissos i indis. Si la declaració d'independència va ser rebuda amb calma per la majoria de rodesians, provoca sorpresa i enuig el Regne Unit i al món. El primer ministre del Regne Unit va demanar a la gent a ignorar el país i va ordenar formalment al governador Humphrey Gibbs d'acomiadar a Smith i el seu gabinet al qual va acusar de traïció. Els principals interessats ignoren aquesta decisió en considerar que la funció de Gibbs està obsoleta a causa de la constitució establerta per la Declaració d'independència. Quant a Gibbs, que no anava a renunciar, el govern de Rhodèsia el reemplaça per Clifford Dupont, nomenat "Administrador de Govern", una funció creada per la nova constitució. No obstant això, no es prenen mesures per treure a Gibbs de la residència oficial del governador, sent ignorat pel govern rebel. En declarar aquest UDI Rhodèsia segueix sense tallar tots els llaços amb la Corona britànica, ja que el monarca de la Gran Bretanya segueix sent el Cap d'Estat en títol. A més, la UDI es recolza en gran part de l'opinió pública britànica, a partir de la Reina Mare. A Rhodèsia és recolzada per gairebé tot el rhodies (els blancs de Rhodèsia), però va ser rebuda en els centres urbans amb diverses protestes violentes per part dels negres, mentre que als camps es va mantenir la calma.
En l'àmbit internacional, l'Assemblea General i el Consell de Seguretat de l'ONU s'alineen ràpidament amb el Regne Unit en la seva condemna de la Declaració d'Independència. Les Nacions Unides, la recomanació 212 de 12 d'octubre de 1965 havia condemnat a la secessió. Després de la UDI, resolucions 216 i 217 van aprovar per unanimitat amb l'abstenció de França, qualificar la declaració d'independència de la "usurpació del poder per una minoria de colons racistes" i no requereixen als països a reconèixer al nou règim o mantenir relacions diplomàtiques o comercials amb ell. De fet, cap país reconeix oficialment la independència de Rhodèsia. Nacionalistes negres i els seus patrocinadors estrangers, incloent-hi l'Organització de la Unitat Africana (OUA), requereixen el Regne Unit a enderrocar el govern Smith per la força. Malgrat les declaracions Diallo Tlli, secretari general ("Si hi ha més de 200 milions d'africans lliures que no responen eficaçment a 200.000 colons, serà que nosaltres no mereixem la confiança del nostre poble"), el pla Acció de l'organització de la Unitat Africana (OUA) seguirà sent lletra morta. Per la seva banda, Wilson rebutja qualsevol opció militar, citant problemes logístics, el risc d'un atac preventiu de Rhodèsia contra Zàmbia i possibles dificultats associades amb un enfrontament entre tropes britàniques i rhodesianes. D'altra banda, com diu Wilson el 16 de desembre de 1965 a l'Assemblea General de les Nacions Unides, no existeix cap moviment nacionalista africà capaç d'assumir la responsabilitat d'un Govern de Rhodèsia del Sud i demana a les Nacions Unides que defensin les sancions econòmiques "no punitives".
En el seu inici, el govern britànic va decidir forçar Rhodèsia a entaular negociacions a través de sancions econòmiques, incloent-hi un embargament de petroli a territori rebel i sobre les mercaderies importades de Rhodèsia. Com Smith segueix rebent petroli a través dels seus aliats regionals (Sud-àfrica i portuguesos de Moçambic), Wilson va fer desplegar un esquadró de la Royal Navy al canal de Moçambic el març de 1966 per interceptar els petroliers amb destí al port de Beira connectats per una canonada a Rhodèsia. Aquest bloqueig és aprovat per la resolució 221 del Consell de Seguretat de l'ONU al mes següent. Per Wilson, l'abandó de la independència per Smith, a causa de diversos embargaments, seria una "qüestió de setmanes" però es va desil·lusionar perquè les sancions britàniques i internacionals tenien poc impacte a Rhodèsia perquè Sud-àfrica i Portugal segueixen comerciant amb ell per proporcionar petroli i altres recursos essencials. A més, el comerç clandestí amb altres nacions està creixent, mentre que la pràctica desaparició de la competència estrangera permet a les indústries locals el desenvolupament. Per tant, malgrat les seves crítiques i condemnes, molts estats de l'OUA segueixen important aliments i altres béns rhodesians. El país més enllà del desastre econòmic pronosticat per Wilson i a poc a poc es converteix en autosuficient.
El 28 abril de 1966, pensant beneficar-se de l'aïllament de Rhodèsia, la ZANU i ZAPU passen oficialment a la lluita armada. Aquesta segona Chimurenga (segona guerra d'alliberament) és marcada per un primer atac, suïcida, contra les forces del sud de Rhodèsia a Chinhoyi. De fet, les primeres accions de la guerrilla estan marcades per una total falta de cohesió i la vulnerabilitat dels camps d'entrenament.
Harold Wilson havia dit el gener de 1966 a la Cambra dels Comuns del Regne Unit que no anava a negociar amb el govern de Smith que va anomenar "règim il·legal", ja que no renunciarà a la seva independència, però des de mitjans de l'any, els representants dels dos països entren en "discussions de debats" a Londres i Salisbury1. El novembre de 1966, Wilson va acceptar negociar personalment amb Smith i els dos homes es van reunir davant de Gibraltar a bord del creuer lleuger HMS Tiger del 2 a 4 de desembre de 1966. Decidit a aconseguir "una capitulació sense condicions" de Smith, Wilson intenta humiliar a Smith i els seus seguidors en negar-los la benvinguda oficial. Si l'ambient és tens, les discussions es mantenen relativament bé. L'oferta britànica dona a Smith l'oportunitat d'estendre la dominació política blanca per un llarg període en què una elit negra es faci càrrec. Se'ls garantia els interessos econòmics de la minoria. Però les negociacions finalment es van estancar per la sort del govern rebel, el tema de la transferència de poder a la majoria negre i l'abandonament de la Constitució de Rhodèsia a partir de 1965 i la participació d'un governador britànic implicant que regiria la colònia sense retre comptes als representants de la minoria blanca.
Després d'aquest fracàs, Wilson presenta el problema de Rhodèsia a les Nacions Unides perquè adopti les primeres sancions internacionals de la seva història el 16 de desembre de 1966 en votar la resolució 232 d'imposició de sancions obligatòries selectives en determinats productes de primera necessitat. El 1967, el govern de Rhodèsia rep sobre el terreny el suport de les forces de seguretat de la República de Sud-àfrica i el suport implícit del govern britànic oficialment hostils a qualsevol solució violenta. El 29 de maig de 1968, les noves sancions de l'ONU són adoptades: la resolució 253 és la primera a imposar sancions àmplies i obligatòries que requereixen tots els membres de l'ONU deixen les seves relacions comercials i econòmiques amb Rhodèsia. Diversos estats les burlen, com Sud-àfrica i el Portugal de Salazar que obren oficines consulars a Salisbury. Per la seva banda, el govern de Rhodèsia del Sud obre representacions no oficials a Washington, Tòquio i Bonn. Encara té la Casa Rhodèsia a Londres que serveix d'ambaixada de facto. Pel que fa a les sancions econòmiques, que es passen per alt en general per la majoria dels països occidentals i diversos estats africans dependents dels recursos i canals de comunicació de Rhodèsia del Sud.
Durant posteriors discussions entre Smith i Wilson, a bord del transport de llanxes de desembarcament HMS Fearless de 8 a 13 d'octubre de 1968, els britànics abandonaren l'actitud agressiva que havien tingut al HMS Tigre i adoptaren una actitud més conciliadora. Les posicions de les dues parts són properes, però les converses es van estancar sobre la proposta de "doble salvaguarda". Defensada pels representants britànics, aquesta condició establia que els rhodesianos negres tindrien una minoria de bloqueig al parlament i que podrien apel·lar la legislació adoptada davant el Consell Privat de Londres. Si bé la delegació de Rhodèsia va acceptar el principi d'una minoria de bloqueig, no s'arriba a un acord sobre les modalitats pràctiques de la seva aplicació. Pel que fa a la participació del Consell Privat britànic, fou rebutjada com a clàusula de "ridícul" que soscavaria la sobirania de Rhodèsia. La conferència acaba amb una declaració conjunta senzilla en què les dues parts constataven el manteniment de les seves diferències. Per altra banda, les sancions han tingut com a efecte estimular l'economia del sud de Rhodèsia amb l'enfortiment i la diversificació de la producció nacional. La legislació fins i tot va restringir l'exportació de beneficis i imposa un control de les importacions.

## Camí de la República
Des del punt de vista institucional, les esperances d'un acord amb el Regne Unit sobre l'estatut de domini, disminuïen. Ian Smith i el Front Rhodesià (FR) havien planejat des de desembre de 1966 establir una república a Rhodèsia i sense vincles amb la monarquia britànica. L'opció republicana tenia l'avantatge dels seus partidaris d'aclarir la situació constitucional que es va crear a Rhodèsia i posar fi a l'ambigüitat dels seus vincles amb el Regne Unit i obtenir un reconeixement internacional. El Govern de Smith va començar a escriure una constitució republicana el març de 1967. L'11 de novembre de 1968, el tercer aniversari de la declaració d'independència, les autoritats de Rhodèsia van creuar una fita simbòlica quan es va produir la substitució de la bandera colonial de Rhodèsia, que consisteix en una bandera blau cel amb la Unió Jack al cantó i l'escut al vol, amb una nova bandera: una bandera formada per dues franges verticals verds que emmarquen una banda blanca que porta l'escut d'armes de Rhodèsia (del Sud) adornats amb el lema rhodesià "Sigui digne del seu nom." En un referèndum celebrat el 21 de maig de 1969, la Llei Fonamental establia una nova Constitució que va ser aprovada per una àmplia majoria dels blancs (54.724 vots contra 20.776). Exclou immediatament qualsevol possibilitat d'arribar al poder a la majoria negre. Alhora, el 70% dels rhodies es pronuncien per 61.130 vots (contra 14.372) sobre la conveniència de convertir Rhodèsia del Sud en República. La nova Constitució introdueix el càrrec de president, un senat multiracial, un sistema electoral separat per blanc i negre, el manteniment d'una capacitat de sufragi per als dos grups i un mecanisme a través del qual el nombre de parlamentaris negres és proporcional a la proporció d'impostos sobre la renda que paguen els ciutadans negres. S'espera que aquest procés acabaria una vegada que els negres tindrien major nombre d'escons que els blancs, l'objectiu declarat no era transferir poder a la majoria negra, sinó d'establir "una paritat de races".

## La República
El 2 de març de 1970, es va proclamar la República. Clifford Dupont va fer els deures cerimonials de l'exgovernador general i es va convertir en el primer president de Rhodèsia. Smith segueix sent el primer ministre i l'home fort del règim. La República de Rhodèsia establia un sistema parlamentari en el model britànic de Westminster. El RF va ser ratificat en el poder en les eleccions del 10 d'abril de 1970, el primer de l'era republicana, guanyant 50 escons assignats a blancs. A causa d'estrictes normes electorals, només 8.000 africans (al voltant de cinc milions de dòlars) tenien el dret a votar per elegir sis diputats negres, mentre que els blancs 82.852 (al voltant de 243.000 rhodesians) triaven 50 diputats blancs. El Senat de 23 membres, deu blancs són elegits pels diputats, deu negres pels líders tradicionals i tres senadors, independentment de la raça, són nomenats pel president. Legislativament, la llei de distribució de la terra se substitueix per la llei de tinença de terres. De fet, la distribució segueix sent el mateix amb el 49% del territori (incloent-hi les millors terres del país) en poder de rhodies (7% de la població) o de l'administració, mentre que els negres (92% de la població) compartien el 51% restant en virtut de les reserves indígenes. Les terres de missió foren suprimides.
Cap país reconeix formalment la República de Rhodèsia mentre que les Nacions Unides segueix mantenint l'aïllament internacional del país. Encara que alguns Estats i empreses internacionals eludeixen discretament sancions, alguns com la República de Sud-àfrica i Portugal desafien obertament les resolucions internacionals. Les connexions entre Pretòria, Lourenço Marques (capital portuguesa de Moçambic) i Salisbury es mantenen, mentre que existeix un eix Lisboa - Tel-Aviv - Salisbury - Pretòria per eludir les sancions internacionals. La riquesa del seu subsòl en metalls rars són essencials per a les indústries occidentals, és un actiu per a Rhodèsia. Per tant, fins i tot al Congrés dels Estats Units viola públicament resolucions de l'ONU que autoritza la importació de crom i níquel a través de l'Esmena Byrd que legalment va autoritzar els Estats Units per importar materials de Rhodèsia necessàries per al desenvolupament de les indústries nord-americanes. Pel que fa als altres països africans en l'avantguarda de la lluita contra l'apartheid al sud de la República i contra el "govern racista" a Rhodèsia del Sud, que no poden evitar la negociació amb aquests pàries, sent amb massa freqüència dependents dels seus canals de comunicació construïts en l'època de la colonització i que l'havien fet el centre de tota la comunicació del sud d'Àfrica.
En aquest context, l'esperança d'apaivagament amb el Regne Unit es fa possible el juny de 1970 després de la victòria dels conservadors britànics liderats per Edward Heath. Les converses amb la colònia rebel es van reprendre l'abril de 1971 i novembre de 1971, Alec Douglas-Home, el ministre britànic d'Afers Estrangers, viatja a Salisbury per validar i signar un acord sobre l'establiment d'una nova constitució en Rhodèsia. Si és similar a la nova Constitució de Rhodèsia del 1969, en el llarg termini suposarà l'arribada d'una majoria negra al Parlament, en particular, a través d'una major representació negra i l'obligació dels parlamentaris blanc i negre de posar-se d'acord per adoptar una nova legislació. A canvi, el Regne Unit reconeixeria la independència del territori, la legalitat del govern de Smith i suprimiria les sancions econòmiques. Fou reconegut per l'ONU el fons de l'acord. Per a Smith, "el principi de la regla de la majoria" quedava assegurada amb disposicions per garantir que cap legislació podia obstaculitzar-lo. D'altra banda, no hi hauria "una carrera cap al sistema un home, un vot, amb tota la corrupció, el nepotisme, el caos i el desastre econòmic al qual hem assistit en tots els països de l'entorn".
A petició del Regne Unit, un estudi de l'opinió pública rhodesiana fou dirigit per una comissió real. El 10 de març de 1972, els partidaris de ZAPU i ZANU formen el Consell de la Unió Nacional Africana (UANC) per coordinar l'oposició negra a l'acord. El bisbe metodista Abel Muzorewa, el primer negre que ha estat ordenat a aquest rang a Rhodèsia, va ser designat per presidir el moviment i defensar el projecte davant el Consell de Seguretat de les Nacions Unides. En el seu informe publicat al maig de 1972, el Comitè reconeix que el 98% de la població blanca ("un cansat sí"), la majoria dels coloured (mestissos) i dels indis són favorables a l'acord anglo-rhodesià fins i tot gairebé tots els caps tribals reconeguts per Salisbury. No obstant això, el Comitè també assenyala que l'acord és rebutjat per la gran majoria dels negres que no tenen confiança en el govern blanc i troben injustos els termes que hi figuren; a causa de això, poc després, el govern britànic es va veure obligat a acabar les discussions i enterrar l'acord. Sota l'impacte del fracàs de l'acord anglo-rhodesià, el govern de Salisbury va renovar l'estat d'emergència i el ministre Lardner Burke posa l'UANC sota supervisió (16 de juny 1972).

## La guerra s'intensifica
Durant l'estiu de 1972, el govern va patir un nou desaire, aquesta vegada de les autoritats olímpiques. Desitjant participar en els Jocs Olímpics de Múnic, Rhodèsia va complir amb els requisits del Comitè Olímpic Internacional en la presentació amb un equip multiracial i acordar per desplaçar-se per la seva antiga bandera colonial. No obstant això, fou exclòs dels Jocs pocs dies abans de la seva inauguració sota la pressió dels països africans. Mentre que els britànics encara estaven tractant de trobar una solució pacífica al problema, la lluita armada s'intensificava entre les forces paramilitars i de seguretat de Rhodèsia i els guerrillers negres. El 23 de març 1972, ZAPU i ZANU anuncien la creació d'un comandament militar unificat sota les ordres de Herbert Chitepo. Bases d'entrenament s'han assentat a Zàmbia i Tanzània mentre Josies Tongogara, comandant de la ZANLA (afiliat a la ZANU), va a la Xina per aprendre les tècniques de la guerrilla maoista. El desembre de 1972 la ZANLA va atacar explotacions dels agricultors blancs al Nord-est. La població civil llavors va haver de prendre partit; els recalcitrants a ajudar els guerrillers foren abatuts. Les missions properes a la frontera foren també objecte d'atacs d'una guerrilla cada cop més eficaç. Una vegada assassinats els missioners els infants eren portats a l'altra banda de la frontera on es convertiran en nens soldats, i després enviats a missions a Rhodèsia del Sud. Les Incursions des de Zàmbia són les més comunes. L'activitat principal és sembrar de mines terrestres la zona entre Victoria Falls i Chirundu. En resposta al suport d'alguns països veïns als moviments guerrillers, Salisbury va decidir a principis de gener de 1973 de tancar els seus canals de comunicació amb Zàmbia, pel qual transitava el 40% de les importacions d'aquest país i el 48% de les seves exportacions. Si aquest tancament de la frontera a les mercaderies apareix com una declaració econòmica de guerra contra el seu veí nord, en realitat era per advertir Zàmbia per tal de posar fi al seu suport logístic als moviments guerrillers. En fer-ho, provoca l'hostilitat del seu veí portuguès Moçambic i especialment el seu veí més gran, la República de Sud-àfrica, els interessos econòmics dels quals a Zàmbia són considerables. L'estat tap de Rhodèsia del Sud es converteix en una càrrega per al seu poderós veí. L'editorial d'un diari sud-africà expressa aquest mal humor al demanar al Sr. Smith de "buscar solucions als problemes existents" en comptes de crear-ne de nous. Per tant, un pont aeri va ser organitzat per Sud-àfrica a Zàmbia per al transport d'equips per a granges. La frontera és finalment va tornar a obrir aviat, el 5 de febrer de 1973, el que marcà un fracàs diplomàtic per Smith abandonat pels seus aliats. Un episodi que demostrava la dependència de Rhodèsia envers Sud-àfrica.
Preocupats per l'augment de la violència paramilitar a Rhodèsia i la regionalització del conflicte, Muzorewa negocià amb Smith l'agost de 1973 i acceptà els termes de l'acord proposat per Douglas-Home anteriorment. El UANC rebutja la decisió de maig de 1974, però els dos homes seguiran negociant esporàdicament. Mentrestant, l'èxit de les primeres operacions de contra-insurgència de les forces de seguretat com la infanteria lleugera de Rhodèsia es compensen pels esdeveniments geopolítics. Al Regne Unit, Harold Wilson i el Partit Laborista van tornar al poder el març de 1974. Al mes següent, la Revolució dels Clavells condueix a la caiguda del règim d'Estat Novo portuguès i dona suport a la desaparició del seu imperi colonial. La fi del suport Portuguès augmenta la dependència de Rhodèsia vis-a-vis de l'Àfrica del Sud, però Smith continua considerant que està en una posició forta i que un acord és benvingut, però només en les condicions establertes pel govern de Rhodèsia. En la tardor de 1974, es van establir contactes directament a Lusaka entre els diplomàtics de Rhodèsia i representants de la guerrilla.

## Comencen negociacions
Si el RF va tornar a guanyar tots els escons assignats als blancs en les eleccions generals de 1.974, la situació internacional continua girant una mica a costa de Smith, sobretot al desembre de 1974, quan el primer ministre sud-africà John Vorster obliga a acceptar un procés de relaxació amb Zàmbia, Tanzània i Botswana (Moçambic i Angola s'uneixen a aquesta iniciativa a l'any següent). De fet, Vorster, va dir que la situació era insostenible a Rhodèsia i els interessos sud-africans estarien millor servits mitjançant la col·laboració amb els governs moderats negres per resoldre la crisi. A més, esperava que l'èxit en aquesta àrea li permetria mantenir sense gaire oposició internacional l'apartheid en la seva política. El procés de relaxació requereix la signatura d'un alto el foc, que permet als guerrillers a reagrupar-se, i requereix al govern de Rhodèsia alliberar els líders de ZAPU i ZANU perquè puguin participar sota la bandera de l'UANC de Muzorewa a la conferència de pau. Si Joshua Nkomo és el líder indiscutible de la ZAPU, la direcció del ZANU estat una lluita interna pel poder entre el president fundador Ndabaningi Sithole i Robert Mugabe, un exprofessor de Mashonaland Occidental que va guanyar una elecció interna a la presó. Quan se l'allibera, com a part del procés, Mugabe viatja a Moçambic per afirmar la seva autoritat sobre els grups paramilitars mentre Sithole es va unir a la delegació de Muzorewa. Quan Rhodèsia deixa d'alliberar nacionalistes negres, després de constatar que el ZANLA i el ZIPRA no respecten l'alto el foc, Smith fou pressionat per Vorster amb l'eliminació de diversos contingents de la policia de Sud-àfrica participants, com a forces auxiliars en les patrulles de la Policia Local, però Salisbury multiplica incursions contra les bases d'entrenament del ZANU i ZAPU a Moçambic i Zàmbia. Per a Smith, el comportament de Vorster és un acte de traïció que podia esperar de la Gran Bretanya però no un aliat. Resta, però, en les seves posicions en el vot electoral i va dir que el seu govern afavoreix "una capacitat de sufragi per a tots els rhodesians ... per assegurar-se que el govern es manté sempre entre mans responsables."
El 1975, amb el suport dels britànics i els nord-americans, John Vorster, continuà exercint pressió sobre Ian Smith perquè aquest últim accepti el principi d'una transferència negociada de poder a la majoria negre a Rhodèsia. Inicialment, es va acordar converses directes a tenir lloc a Rhodèsia entre tots els protagonistes del conflicte, però els nacionalistes negres finalment es negaren a negociar en un lloc que no senten neutral tot i que Ndabaningi Sithole i James Chikerema van continuar a Rhodèsia. Per la seva banda, els rhodesians insisteixen en el respecte de l'acord original. Per satisfer a ambdós bàndols, la conferència s'organitza, el 25 d'agost de 1975, a bord d'un tren estacionat al centre de les Cascades Victòria (Victoria Falls) en un pont a la frontera entre Rhodèsia i Zàmbia, les delegacions podent asseure's en qualsevol banda de la frontera. Sota els auspicis de John Vorster i Kenneth Kaunda, president de Zàmbia, la conferència de les Cascades Victòria es fa en només nou hores sense cap resultat a causa de la intransigència d'ambdues parts. Intercanvis directes entre Nkomo i Smith tenen lloc més tard a Salisbury, però sense èxit. La lluita armada empresa per la guerrilla va reprendre amb més intensitat en els primers mesos de l'any 1976, mentre que les antigues colònies portugueses de recent independència van portar al poder a governs marxistes, sobretot en l'establert a la veïna Moçambic, un país comunista, obertament aliat al ZANU. Per contrarestar aquesta amenaça a la frontera oriental, el servei secret de Rhodèsia s'afanya a donar suport i finançar la Resistència Nacional de Moçambic (RENAMO) contra el nou govern marxista del Front d'Alliberament de Moçambic (FRELIMO).
Al costat de les converses directes iniciades entre Smith i els líders dels moviments d'alliberament, l'economia del sud de Rhodèsia està experimentant un repunt el 1975. El país no està tancat al món, ja que rep 280.000 turistes a l'any (sud-africans i majoritàriament europeus) i grans projectes hotelers (incloent-hi el Monomotapa Hotel a Salisbury) estan en curs. El país segueix experimentant una important immigració de població blanca per compensar l'emigració (a Rhodèsia del Sud hi ha aleshores 275.000 blancs o el 4,5% de la població total). El setembre del 1975, al Congrés del Front Rhodesià a Umtali, Smith planteja públicament formar un govern amb Joshua Nkomo. Pel seu costat, els nacionalistes negres s'esquincen. La ZANU es divideix en dos amb la creació de la moderada Unió Nacional Africana de Zimbàbue-Ndonga del reverend Ndabaningi Sithole mentre l'UANC expulsa al ZAPU i Joshua Nkomo. Pel que fa a Robert Mugabe, en l'exili a Moçambic, va aprofitar l'assassinat de Herbert Chitepo a Lusaka, Zàmbia el 18 de març de 1975 per prendre unilateralment el control del ZANU. El gener de 1976, la ZANU de Mugabe i la ZAPU de Nkomo, tots dos situats fora del UANC, es reuneixen en un "Front Patriòtic" (PF), mentre que els seus braços armats, ZIPRA (afiliada amb ZAPU) i ZANLA (afiliat a la ZANU), s'uniren en la ZIPA (Exèrcit Popular de Zimbàbue).
Per la seva banda, John Vorster, preocupat pels esdeveniments polítics a Angola i Moçambic, considerava la possibilitat d'instal·lar un govern negre a Rhodèsia sempre que es tracti d'un govern moderat, no un govern marxista. Per Sud-àfrica, Rhodèsia es va convertir en un lloc d'avançada indefensable en contra del nacionalisme negre que els sud-africans esperaven encara poder blocar al Zambeze. Ara és pel govern Vorster l'hora de defensar el cercle blanc fins i tot sacrificar la industrial Rhodèsia per mantenir o guanyar les relacions comercials pacífiques amb altres estats africans. Vorster té el suport britànic, però sobretot el dels nord-americans. De fet, el secretari d'Estat nord-americà Henry Kissinger, un partidari de relaxació amb el govern "blanc" i l'estovament de les relacions amb Sud-àfrica, es va comprometre a establir una "diplomàcia mundial" a favor del govern a Pretòria. A canvi de la pressió de Vorster sobre Ian Smith per aconseguir el principi de majoria a Rhodèsia, el govern nord-americà s'abstindria de fer pressió directa sobre qüestions relatives al futur de l'Àfrica del Sud-oest (Namíbia) i en la sostenibilitat de l'apartheid. El febrer de 1976, Henry Kissinger anuncia l'obertura dels debats en el marc de la "iniciativa angloamericana" amb el Regne Unit, Sud-àfrica i veïns de Rhodèsia. En general, els rhodies eren conscients de la gravetat de la seva situació i l'impàs polític en què es trobaven. Si alguns abandonaven les seves granges en terres altes de l'est o les seves segones residències a les zones rurals, altres estaven començant a fugir del país. Políticament, els liberals, a favor de compartir el poder amb els negres i agrupats en el Partit Rhodesià representen 20% de l'electorat blanc, però són incapaços de guanyar cap escó.
El 20 de març de 1976, Ian Smith fa un discurs televisat en què la primera frase, la intenció en comptes de tranquil·litzar a l'ala dreta de RF, serà recordat com a prova de la intransigència, la ceguesa i el racisme Rhodesià del primer ministre: "Jo no crec en la majoria negre a Rhodèsia mestressa del país, ni tan sols en mil anys ... Repeteixo que crec que el blanc i negre poden treballar junts. Si un dia és blanc i el següent és negre, sento que hem fracassat i que serà un desastre per a la Rhodèsia". No obstant això, en aquest discurs, es reconeix que un poder compartit amb negres rhodesians és inevitable i que ell espera aconseguir una solució negociada. En una reunió a Pretòria amb Smith el 18 de setembre de 1976, Kissinger li va oferir una transferència del poder a la majoria negre després d'un període transitori de dos anys. Segons Smith, Kissinger diu que ell considera la seva participació en la "caiguda de Rhodèsia" com "una de les majors tragèdies de la seva vida". Enviat dels Estats Units insta el primer ministre de Rhodèsia a acceptar aquesta oferta perquè qualsevol proposta futura podria ser menys favorable, sobretot si el govern dels Estats Units canviava aviat. Smith, molt reticent, es resigna a acceptar l'oferta de Kissinger després que Vorster li va dir que Sud-àfrica posaria fi al seu suport financer i militar si refusava. Per primera vegada, la possibilitat d'una transferència incondicional de poder a la majoria i el principi d'"un home, un vot" sembla una realitat en un futur pròxim. No obstant això, els veïns de Rhodèsia que van recolzar l'acord anteriorment, van reconsiderar la seva posició i rebutjar la solució proposada per Kissinger declarant que un període de transició era inacceptable. Per tractar de salvar l'acord, el Regne Unit va organitzar ràpidament una conferència a Ginebra a Suïssa. El Front Patriòtic (ZANU i ZAPU) va assistir a aquesta cimera i la següent organitzada d'octubre a desembre de 1976 sota la mediació britànica. Els obstacles s'amunteguen ràpidament, especialment en relació amb el procés de transició (organització de l'alto el foc, el desarmament de les forces armades, la supervisió d'eleccions, la coordinació interna entre els grups guerrillers, etc.). Finalment, les discussions es traduirà en un nou fracàs.
El 1977, les relacions es van deteriorar entre els governs blancs de l'Àfrica del Sud (Rhodèsia i Sud-àfrica) i la nova administració nord-americana de Jimmy Carter que va succeir a la de Gerald Ford. El març de 1977, la Cambra de Representants anul·la l'esmena Byrd i restableix la prohibició de comprar crom i niquel rhodesià. Al maig, la trobada entre John Vorster i vicepresident nord-americà Walter Mondale al Palau Hofburg a Viena arriba a un carreró sense sortida.
Smith va avançar cap a una solució negociada amb els grups nacionalistes negres i va provocar la ira de l'ala dreta del Front Rhodesià. Dotze parlamentaris van desertar el juliol de 1977 després d'haver eliminat la clàusula de races de la Llei de Tinença de la Terra, que havia succeït a la Llei del Prorrateig del Sòl el 1969. Aquests dissidents formen el Partit d'Acció Rhodesià que es va oposar a qualsevol compromís amb els nacionalistes negres. A causa d'aquesta divisió, Smith té un estret marge de dos terços de la majoria al parlament necessària per modificar la Constitució si un acord es trobés. Va organitzar eleccions anticipades per al 31 d'agost de 1977. El vot fou un plebiscit per al Front Rhodesià, confirmant el predomini entre els rhodies en guanyar 50 dels 65 escons al parlament, marginant al Partit d'Acció Rhodesià (15% dels vots). A més, la divisió del RF va ajudar a marginar l'ala més intransigent, que queda sense representació parlamentària, donant Smith més llibertat per negociar amb els nacionalistes negres. Aquestes negociacions són també vitals per Rhodèsia perquè el cost de les operacions contra la insurgència augmenta, la immigració blanca s'està accelerant i les sancions internacionals estan començant a afectar seriosament l'economia. Des de setembre de 1977, i sense consultar al seu gabinet, Ian Smith viatja amb valentia a Lusaka, Zàmbia, per trobar a Kenneth Kaunda i tractar d'aconseguir que recolzi el seu reglament intern. Això fou un altre fracàs. L'octubre de 1977, una proposta de solució negociada conjunta anglo-nord-americana fou ofert per David Owen, el ministre d'Exteriors britànic, Cyrus Vance, el secretari d'Estat nord-americà i Andrew Young, el representant dels Estats Units davant les Nacions Unides. Una cosa complicada que en última instància serà rebutjat per totes les parts en el conflicte.

## Primer acord
El 24 de novembre de 1977, en una reunió pública a Bulawayo, Ian Smith va anunciar que donava suport al principi d'"un home, un vot". Aquest sobtat canvi precipità negociacions internes amb grups nacionalistes negres no violents liderats per Abel Muzorewa i Ndabaningi Sithole. ZANU i ZAPU foren convidats a la taula de negociacions, però es negaren a participar. El 3 de març de 1978, Smith i tres líders africans moderats, Muzorewa el reverend Sithole i Jeremies Chirau signaren "l'acord de Salisbury", segons la qual un govern interí multiracial es formaria i seria responsable de posar en marxa una nova constitució. A més, Rhodèsia es convertiria en Zimbàbue-Rhodèsia després de les eleccions multiracials per sufragi universal. En concret, el text preveu un president elegit per sufragi universal per un període de deu anys, un parlament bicameral compost per un Senat de 30 membres electes (20 incloent 10 líders tribals negres i 10 blancs) i un conjunt de 100 diputats on 28 de cada 100 escons serien reservats per als blancs (només el 3% de la població) per un període de deu anys. Els altres 72 diputats serien elegits en una llista general perquè tots els adults, independentment del seu color de pell, tindria una veu. L'Acord intern fou molt mal percebut a l'estranger, ja que la policia, l'exèrcit, la judicatura i l'administració pública seguirien sent controlats per blancs durant almenys 5 anys. No obstant això, el 21 de març de 1978, el primer govern multiracial de Rhodèsia es va formar amb un Consell Executiu de Transició que reuneix els signants de l'acord de Salisbury.
El setembre de 1978 la situació militar sobre el terreny degenerava i mostrava la vulnerabilitat de la societat civil. Així el 3 de setembre, un avió de passatgers d'Air Rhodesia amb 59 passatgers i membres de la tripulació, va ser abatut poc després d'enlairar-se de l'aeroport de Kariba Lake per míssils terra-aire disparats per guerrilles de la ZIPRA. Dels 18 supervivents, 10 foren després assassinats amb kalàixnikovs per membres de la guerrilla. Joshua Nkomo va reivindicar la destrucció en ple vol de l'aeronau, però va negar que els supervivents haguessin estat sacrificats pels seus homes. El primer ministre Ian Smith va declarar la llei marcial i va fer incursions a les bases guerrilleres.
L'octubre de 1978, convidats per 27 senadors americans, Smith, líder dels blancs, i Muzorewa i Sithole, dirigents de faccions negres, anaren als Estats Units per buscar un acord, amb mediació de Henry Kissinger, l'expresident Gerald Ford, l'exvicepresident Nelson Rockefeller, l'exsecretari del Tresor, John Connally i altres, incloent-hi Ronald Reagan, futur president. Allí es va acceptar de fet a Rhodèsia sense tenir en compte el boicot internacional i les protestes britàniques.
El 30 de gener de 1979 l'acord intern de Salisbury fou aprovat en referèndum pel 84,4% de l'electorat blanc. Smith encara esperava que Nkomo s'unís al procés. No obstant això, l'acord va ser repudiat per la resta dels moviments negres, les Nacions Unides i el Regne Unit. El 12 de febrer de 1979, un segon avió civil fou abatut per la ZIPRA prop de les Cataractes Victòria. Tots els passatgers van morir a l'explosió. Per a Smith, en endavant qualsevol negociació secreta amb Nkomo és impossible i immoral. Alhora, Nkomo rebutja qualsevol solució legal i pacífica per prendre el poder, perquè per la seva banda, la ZANU va demanar a la reunió africana d'Addis Abeba ajut a Cuba i l'URSS. El 28 de febrer de 1979, es dissol el Parlament.